# Источник сверхмягкого рентгеновского излучения
Источник сверхмягкого рентгеновского излучения (SuperSoft X-ray Sources  (SSS или SSXS)) является астрономическим источником, который излучает энергию  в диапазоне мягких рентгеновских лучей. Эти рентгеновские источники были исследованы в начале 90-х годов спутником «ROSAT». Они имеют очень мягкие спектры (90% фотонов имеют энергии меньше 0.5 кэВ) и высокие светимости L=1038 эрг/с. Эти источники были интерпретированы как тесные двойные системы с белым карликом и вторичной звездой спектрального класса F, переполняющей свою полость Роша. Темп аккреции в этих системах настолько высок (M=10−7 M⊙/год), что на поверхности белого карлика осуществляется стационарное термоядерное горение водорода. Источником рентгеновского излучения, таким образом, является горячий ( T~500 000 К) белый карлик.
Мягкие рентгеновские лучи имеют энергию в диапазоне от 0,09 до 2,5 кэВ, в то время как жесткие рентгеновские лучи находятся в диапазоне 1—20 кэВ. SSS излучают мало или совсем не излучает фотоны с энергиями выше 1 кэВ, и большинство из них находятся в диапазоне эффективных температур ниже 100 эВ. Это означает, что излучение, которое они испускают сильно ионизовано и легко поглощается межзвездной средой. Большинство SSS в пределах нашей собственной галактики скрыты межзвездным поглощением в галактическом диске. Они легко регистрируются во внешних галактиках: около 10 найдены в Магеллановых Облаках и, по крайней мере, 15 найдены в M31.
По состоянию на начало 2005 года более 100 SSS было зарегистрировано в 20 внешних галактиках, таких как Большое Магелланово Облако (БМО), Малое Магелланово Облако (ММО), а также во Млечном Пути(МП). Их светимость была ниже ~ 1038 эрг/с, что соответствует устойчивому ядерному горению в аккрецирующих белых карликах (БК) или пост-Новых. Также есть несколько SSS со светимостями ≥ 1039 эрг/с. Сравните этот поток материала с новой звездой, где меньший поток вызывает только спорадические вспышки. Сверхмягкие рентгеновские источники могут превратиться в сверхновую типа Ia, когда внезапная аккреция материала превышает предел Чандрасекара и превращает белый карлик в нейтронную звезду через коллапс.
Сверхмягкие рентгеновские источники были впервые обнаружены в обсерватории Эйнштейна. Дальнейшие открытия были сделаны с помощью спутника ROSAT. Много разных классов объектов выделяют сверхмягкое рентгеновское излучение (излучение в основном ниже 0,5 кэВ).

## Яркие сверхмягкие источники рентгеновского излучения
Яркие сверхмягкие источники рентгеновского излучения имеют характерную чернотельную температуру в несколько десятков эВ (~ 20—100 эВ) и болометрическую светимость ~ 1038 эрг/с (ниже ~ 3х 1038 эрг/с).
По-видимому, светящиеся SSS могут иметь эквивалентную температуру АЧТ ~ 15 эВ и светимость в диапазоне от 1036 до 1038 эрг/с. Число ярких SSS в дисках обычных спиральных галактик, таких как Млечный Путь и M31 оцениваются числом порядка 103.

## SSXS в Млечном пути
SSXS были обнаружены в нашей галактике и в шаровом скоплении M3. MR Парусов (RX J0925.7-4758) является одним из редких в Млечном пути рентгеновских двойных систем. «Источники сильно покраснели от межзвездного вещества, что делает их трудно наблюдаемыми в синей и ультрафиолетовой области». Период, определяемый для MR Парусов ~ 4,03 д, что  значительно больше, чем у других SSXS, которые, как правило, меньше, чем один день.

## Источник сверхмягкого рентгеновского излучения тесных двойных
Модель источника сверхмягкого рентгеновского излучения тесных двойных (Close-binary supersoft source (CBSS)) предполагает устойчивое ядерное горение на поверхности аккрецирующего белого карлика в качестве источника сверхмягкого рентгеновского потока. В 1999 году, восемь CBSS имеют орбитальные периоды между ~ 4 ч и 1,35 д: RX J0019.8 + 2156 (Млечный Путь), RX J0439.8-6809 (гало Млечного пути вблизи БМО), RX J0513.9-6951 (БМО), RX J0527.8-6954 (ММО), RX J0537.7-7034 (БМО), CAL 83 (БМО), CAL 87 БМО), и 1E 0035.4-7230 (ММО).

## Симбиотические двойные

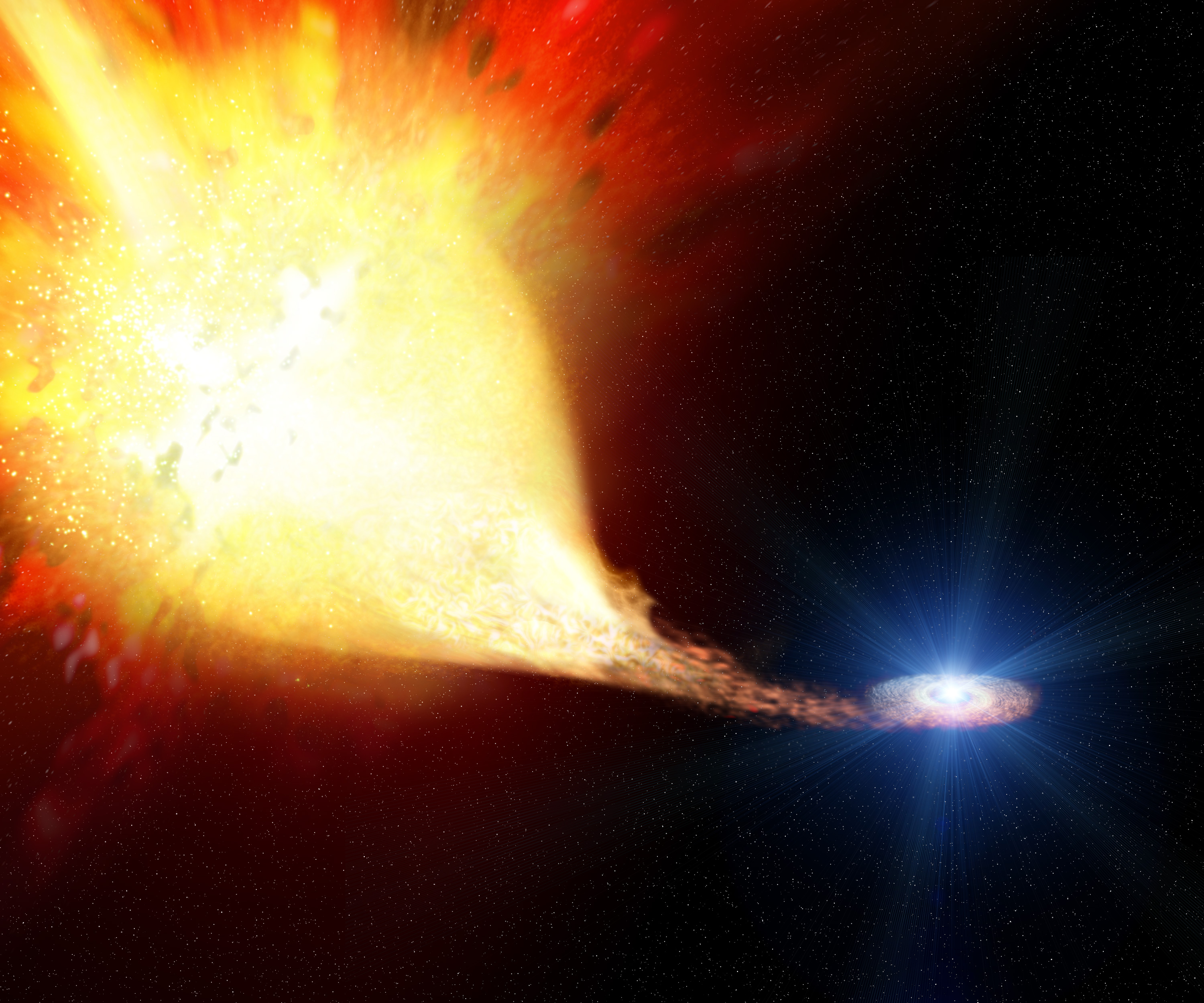
Аккреция вещества на белый карлик

Симбиотическая двойная звезда является переменной двойной звездной системой, в которой красный гигант расширил свою внешнюю оболочку и масса быстро перетекает на другую горячую звезду (чаще всего белый карлик), который является причиной ионизации газа. Три симбиотические двоичные по состоянию на 1999 год. являются SSXS:. AG Дракона (чёрная дыра, Млечный Путь), RR Телескопа (белый карлик, Млечный Путь) и RX J0048.4-7332 (белый карлик, Малое Магелланово Облако).

## Невзаимодействующие белые карлики
Самый молодой, самый горячий белый карлик, KPD 0005 + 5106, типа DO, чья температура очень близка к 100 000 К был первым одиночным белым карликом, который зарегистрирован в качестве источника рентгеновского излучения спутником ROSAT.

## Катаклизмические переменные
Катаклизмические переменные ((англ.  Cataclysmic variables (CVs))) — тесные двойные системы, состоящие из белого карлика и красного карлика, с которого происходит  перенос вещества через первую точку Лагранжа при переполнении полости Роша. Оба типа звёзд, как с термоядерным горением на поверхности белого карлика, так и   аккрецирующие катаклизмические переменные наблюдались как рентгеновские источники. Аккреционный диск склонен к нестабильности, приводящей карликовую новую к взрывам: часть вещества диска падает на белый карлик, а катастрофические вспышки происходят, когда плотность и температура в нижней части накопленного слоя водорода достигают значений, достаточных для зажигания ядерных реакций синтеза, в которых слой водорода быстро сгорает в гелий. 

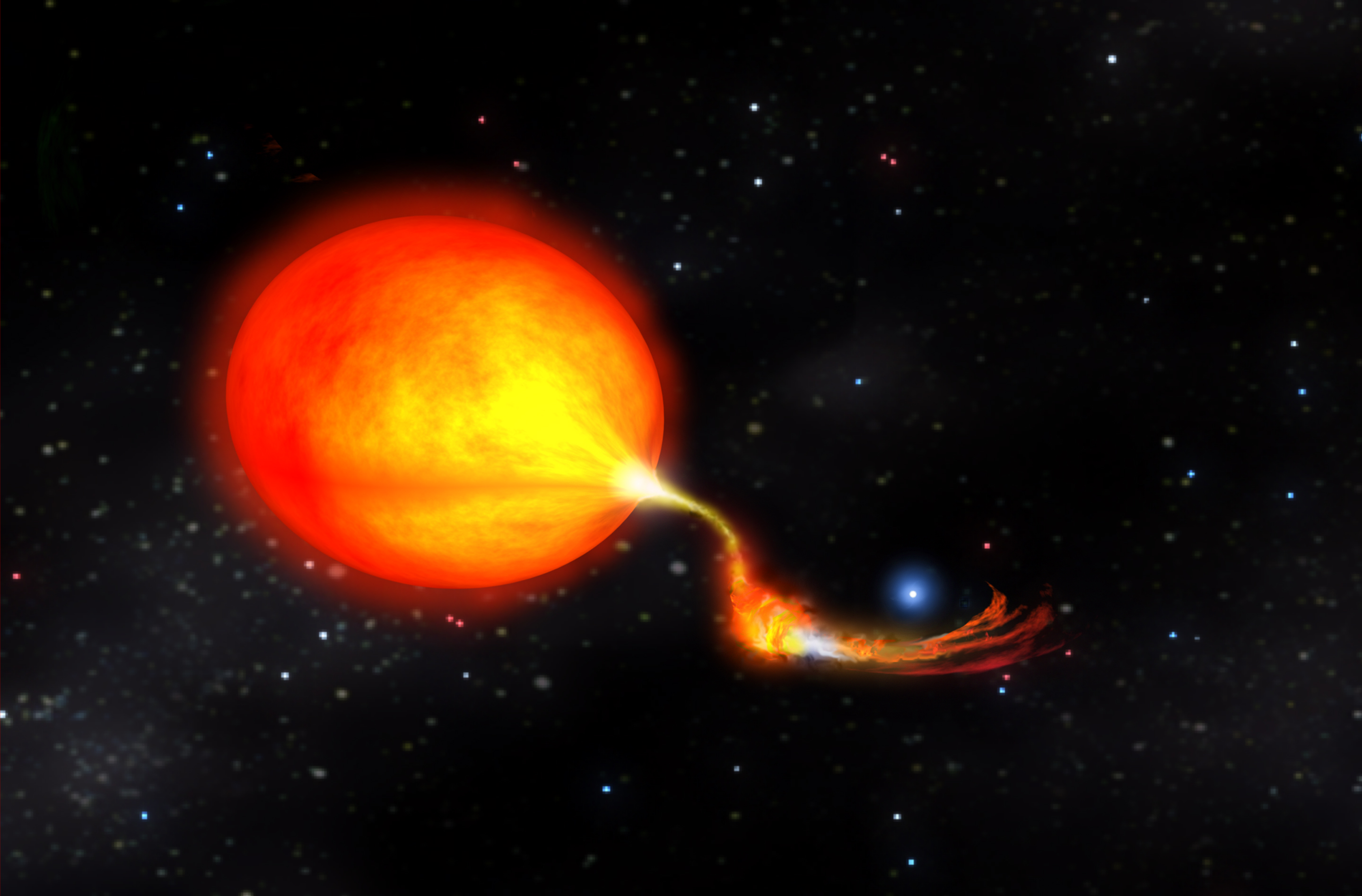
Аккреция вещества со звезды-компаньона — красного карлика на белый карлик в представлении художника.

Аккреционный диск может стать термически стабильными в системах с высокими показателями массопереноса. Такие системы называются новоподобными звездами, поскольку они не имеют частых взрывов характерных для карликовых новых.
По-видимому, только SSXS могут быть немагнитными аккрецирующими звездами типа V Стрелы: их болометрическая светимость равна (1—10)x1037, а двойная система включает черную дыру с температурой Т < 80 эВ, и орбитальным периодом 0,514 195 д.

## Катаклизмические переменные типа VY Скульптора
Среди новоподобных звезд есть небольшая группа, которая показывает временное снижение или прекращение массопереноса от вторичной  звезды. Это звезды типа VY Скульптора.

### V751 Лебедя
V751 Лебедя (белый карлик, Млечный Путь) относятся к типу VY Скульптора, имеет болометрическую светимость 6,5х1036 эрг/с, и испускает мягкие рентгеновские лучи, когда прекращается массоперенос. Обнаружение слабого мягкого рентгеновского источника типа V751 Лебедя как минимум представляет собой сложную задачу. «Высокая светимость в мягких рентгеновских лучах создает дополнительную проблему понимания, почему спектр имеет такое скромное «возбуждение»». Отношение HeII(λ4686)/Hβ не превышало ~0,5 в любом из спектров, зарегистрированных до 2001 года, что характерно для аккреционных дисков катаклизмических переменных и в то время как соотношение характерное для сверхмягких двойных CBSS равно 2. Сдвинутое рентгеновское излучение  в сторону более мягких рентгеновских лучей позволяет предположить, что светимость не должна превышать ~2х1033 эрг/с, что, в свою очередь, дает только ~4х1031 эрг/с излучаемого белым карликом  света, что примерно равно средней ожидаемой светимости термоядерной реакции.

## Магнитные катаклизмические переменные
Рентгеновские лучи от магнитных катаклизмических переменных являются общими, так как аккреция обеспечивает непрерывную подачу коронального газа. Анализ количества объектов в системе и периода орбиты показывает статистически значимый минимум с периодом от 2 до 3 часов, которые, вероятно, могут быть поняты в условиях воздействия магнитного торможения, когда звезда-компаньон становится полностью конвективной и обычное динамо (которое работает на базе конвективной оболочки) уже не позволяет магнитному ветру компаньона уносить угловой момент. Вращение может быть причиной асимметричности выброса планетарных туманностей и исходящих от них звездных ветров и магнитных полей. Орбита и период вращения синхронизированы в сильно намагниченных белых карликах.
При температурах в диапазоне от 11 000 К до 15 000 К, все белые карлики с самыми экстремальными магнитными полями слишком холодные, чтобы быть обнаружены как источники УФ/Рентгеновского излучения, например, Grw + 70°8247, LB 11146, SBS 1349 + 5434, PG 1031 +234 и GD 229.
Большинство сильно намагниченных  белых карликов, которые в настоящее время считаются одиночными объектами, на самом деле, скорее всего, двойные системы G 23-46  (7,4 МГ) и LB 1116 (670МГ), как пример.
RE J0317-853 является самым горячим магнитным белым карликом с температурой 49 250К, с исключительно интенсивным магнитным полем ~ 340 МГ и периодом вращения 725,4 с. Он был обнаружен с помощью спутника ROSAT в диапазоне от 0,1 и 0,4 кэВ. RE J0317-853 был связан со звездой в 16 угловых секундах от LB 9802 (также горячим голубым белым карликом), но всё-таки физически они не ассоциированы. Отцентрированное магнитное поле не в состоянии объяснить наблюдения, а вот смещенное от центра диполя магнитное поле 664 МГ на южном полюсе и 197 МГ на северном полюсе вполне позволяют.
До недавнего времени (1995 год) только PG 1658 + 441 обладал эффективной температурой > 30 000 К. Его напряженность магнитного поля составляло всего 3 МГ.
Согласно наблюдениям широкоугольной камерой (WFC) обсерватории ROSAT, источник RE J0616-649 имеет напряженность магнитного поля ~ 20 МГ.
PG 1031 + 234 имеет поверхностное магнитное поле, которое находится в диапазоне от ~ 200 МГ до ~ 1000 МГ, и вращается с периодом 3 ч 24 мин.
Магнитные поля в катаклизмических переменных  находятся в узком диапазоне, с максимумом 7080 МГ для RX J1938.4-4623.
Ни одна из одиночных магнитных звезд не зарегистрирована в качестве источника рентгеновского излучения, хотя эти поля непосредственно поддерживают короны в звездах главной последовательности.

## Звезды типа PG 1159
Звезды типа PG 1159  представляют собой группу очень горячих, часто пульсирующих белых карликов, в атмосферах которых доминирует углерод и кислород. Звезды типа PG 1159 достигают светимости ~ 1038 эрг/с, и образуют отдельный класс звезд. RX J0122.9-7521 была идентифицирована как галактика типа PG 1159.

## Новая звезда

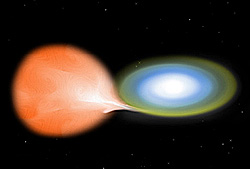
Аккреция на белый карлик в тесной двойной системе (в представлении художника)

Три сверхмягких источника рентгеновского излучения с болометрической светимостью ~ 1038 эрг/с, являются Новыми: GQ Мухи (Черная дыра, Млечный Путь), V1974 Лебедя (Белый карлик, Млечный Путь), и Новая LMC 1995 (Белый карлик, Большое Магелланово Облако) По состоянию на 1999 год орбитальный период новой LMC 1995, не был известен.
U Скорпиона, повторная новая замеченная спутником ROSAT в 1999, является белым карликом (74—76 эВ), с болометрической светимостью ~(8—60)х1036 эрг/с и орбитальным периодом 1,2306 д.

## Планетарная туманность
В ММО 1E 0056.8-7154 является белым карликом с болометрической светимостью 2х1037 эрг/с, который имеет планетарную туманность, связанную с ним.

## Сверхмягкие активные ядра галактик
Сверхмягкие активные ядра галактик достигают светимости  1045 эрг/с.

## Супервспышки сверхмягкого рентгеновского излучения
Супервспышки сверхмягкого рентгеновского излучения были интерпретированы как приливная нестабильность.